# برایان دابول
 برایان دابول (انگلیسی: Brian Dabul؛ زادهٔ ۲۴ فوریهٔ ۱۹۸۴) یک تنیس‌باز اهل آرژانتین است. 
دبول در بوینس آیرس آرژانتین به دنیا آمده است. نام والدین او جورج و نورا می باشد.